# Heidelberg Hauptbahnhof
Heidelberg Hauptbahnhof vasútállomás Németországban, Heidelberg városában.

## Vasútvonalak
Az állomást az alábbi vasútvonalak érintik:
- Mannheim–Karlsruhe–Bázel nagysebességű vasútvonal
- Neckartalbahn
- Heidelberg–Speyer-vasútvonal
- Main-Neckar-Eisenbahn

## Kapcsolódó állomások
A vasútállomáshoz az alábbi állomások vannak a legközelebb:
- Heidelberg-Kirchheim/Rohrbach station (1955–, Karlsruhe Hauptbahnhof, Mannheim–Karlsruhe–Bázel nagysebességű vasútvonal)
- Königstuhl (–1997, Neckargemünd, Neckartalbahn)
- Heidelberg-Pfaffengrund/Wieblingen (Mannheim Hauptbahnhof, Mannheim–Karlsruhe–Bázel nagysebességű vasútvonal)
- Heidelberg-Altstadt station (1997–, Neckargemünd, Neckartalbahn)

## Forgalom

### Regionális
| Járat  | Útvonal | Ütem         |
| ------ | --- | ------------ |
| RE 1   | Heidelberg – Mannheim – Neustadt – Homburg – Saarbrücken – Trier – Koblenz                                         | Egy vonatpár |
| RE 2   | Mannheim – Heidelberg – Meckesheim – Sinsheim – Bad Friedrichshall – Heilbronn                                     | Kétóránként  |
| RE 3   | Mannheim – Heidelberg – Eberbach – Mosbach-Neckarelz – Bad Friedrichshall – Heilbronn                              | Kétóránként  |
| RE 17B | Heidelberg – Wiesloch-Walldorf – Bruchsal – Bretten – Mühlacker – Vaihingen – Bietigheim – Ludwigsburg – Stuttgart | Kétóránként  |
| RB 68  | Frankfurt – Darmstadt – Bensheim – Weinheim – Neu-Edingen/Friedrichsfeld – Heidelberg – Wiesloch-Walldorf          | Óránként     |

### S-Bahn RheinNeckar
| Járat | Útvonal | Ütem                               |
| ----- | --- | ---------------------------------- |
| S 1   | Homburg – Kaiserslautern – Neustadt – Ludwigshafen – Mannheim – Heidelberg – Neckargemünd – Eberbach – Mosbach – Osterburken | Óránként                           |
| S 2   | Kaiserslautern – Neustadt – Ludwigshafen – Mannheim – Heidelberg – Neckargemünd – Eberbach – Mosbach                         | Óránként                           |
| S 3   | Germersheim – Speyer – Ludwigshafen – Mannheim – Heidelberg – Wiesloch-Walldorf – Bruchsal – Karlsruhe                       | Óránként                           |
| S 4   | Germersheim – Speyer – Ludwigshafen – Mannheim – Heidelberg – Wiesloch-Walldorf – Bruchsal                                   | Óránként                           |
| S 39  | Mannheim-Waldhof – Mannheim – Heidelberg – Wiesloch-Walldorf                                                                 | Bizonyos vonatok                   |
| S 5   | Heidelberg – Neckargemünd – Meckesheim – Sinsheim – Eppingen                                                                 | Óránként (Csúcsidőben félóránként) |
| S 51  | (Mannheim – ) Heidelberg – Aglasterhausen                                                                                    | Óránként (Csúcsidőben félóránként  |